# Муо
Муо (на сръбски: Муо) е село в Черна гора, разположено в община Котор. Населението му според преброяването през 2011 г. е 619 души.

## Население
Численост на населението според преброяванията през годините:
- 1948 – 572 души
- 1953 – 659 души
- 1961 – 729 души
- 1971 – 715 души
- 1981 – 722 души
- 1991 – 740 души
- 2003 – 677 души
- 2011 – 619 души